# Chrysanthia
Chrysanthia sind eine Gattung der Käfer aus der Familie der Scheinbockkäfer (Oedemeridae) mit paläarktischer Verbreitung.

## Beschreibung
Die Arten von Chrysanthia sind zwischen 5 und 11 mm lang und sind metallisch glänzend-grün gefärbt. Sie können auch golden oder kupferfarben schimmern. Die Mandibeln sind an der Spitze zweigespalten, die Augen sind klein, die Antennen sind lang mit 11 Gliedern. Der Prothorax ist herzförmig, die Deckflügel sind subparallel und mit vier Längsrippen versehen. Bei manchen Arten tragen die Deckflügel auch Borsten. Die Beine sind dünn, aber bei manchen Männchen sind die Hinterschenkel verdickt. Die Klauen des Tarsus sind nicht gezähnt.

## Vorkommen und Arten

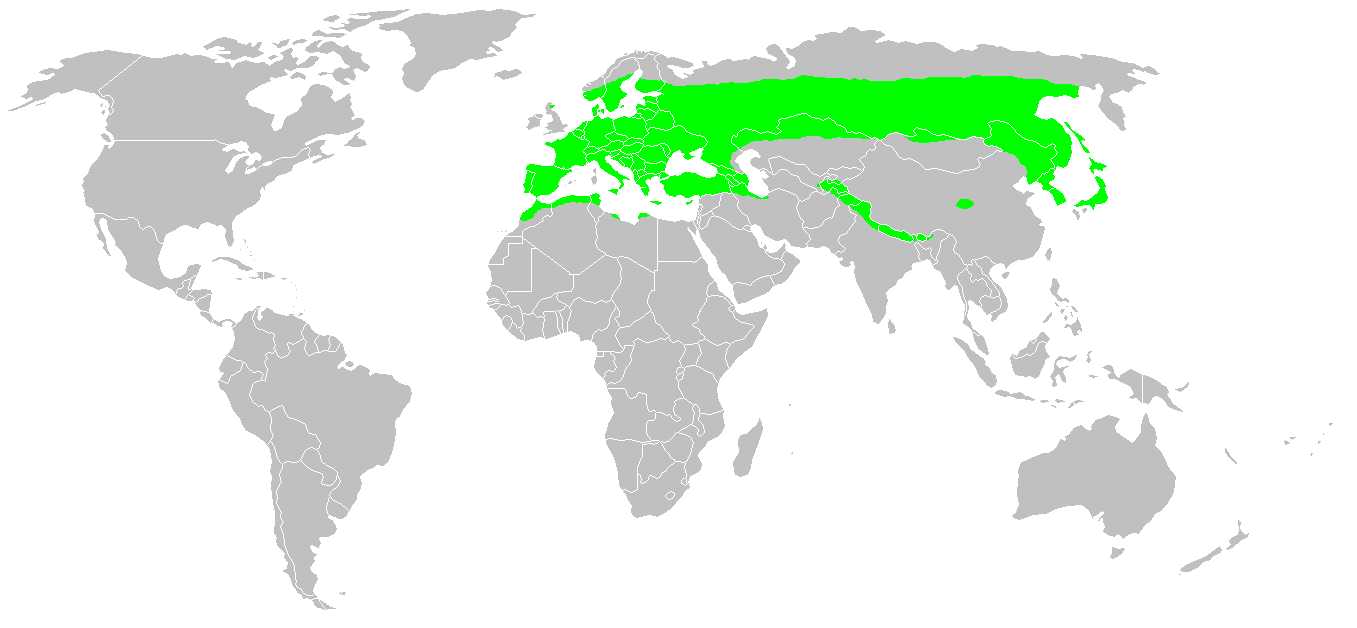
Vorkommen von Chrysanthia weltweit

Es sind 18 Arten und Unterarten mit einem disjunktem Verbreitungsgebiet bekannt. So kommen 11 Arten gleichmäßig von Europa über die sibirische Taiga bis Zentralchina und Japan vor. Eine zweite Gruppe von 7 Arten besiedelt Nadelwälder auf der Südseite von Himalaya, Karakorum und Hindukusch. Zwischen beiden Gruppen liegen die Steppengebiete Zentralasiens, die nicht besiedelt werden. 

In Europa kommen folgende acht Arten vor:
- Chrysanthia cyprica. Endemisch auf Zypern.
- Chrysanthia flavipes. Dodekanes, Kleinasien.
- Chrysanthia geniculata. Von Europa bis Zentralchina und Japan.
- Chrysanthia hamata. Endemisch auf der Iberischen Halbinsel.
- Chrysanthia reitteri. Endemisch auf der Iberischen Halbinsel.
- Chrysanthia superba. Nordafrika und Iberische Halbinsel.
- Chrysanthia varipes. Balkan, Anatolien und Kaukasus.
- Chrysanthia viridissima. Von Europa bis Westsibirien.

## Lebensweise
Die Arten von Chrysanthia leben ausschließlich in Nadelwäldern, wobei vermutet wird, dass ihre Larven sich in Totholz entwickeln.
Die Imagines sind tagaktive Blütenbesucher und ernähren sich von Pollen.